# Viktoria Demjanskaja
Viktoria Michajlovna Demjanskaja (Russisch: Виктория Михайловна Демьянская; geboortenaam: Дмитриева; Dmitriejeva) (Doesjanbe, 18 juli 1945), is een voormalig basketbalspeelster, van Tadzjiekse afkomst, die uitkwam voor het nationale team van de Sovjet-Unie. Ze werd Meester in de sport van de Sovjet Unie in 1968, Geëerd meester in de sport in 1971 en Geëerd Trainer van de Kazachse SSR in 1978.

## Carrière
Dmitriejeva speelde in 1965 voor Oeralmasj Sverdlovsk. Ze werd met Oeralmasj landskampioen van de Russische SFSR in 1965. In 1966 ging ze spelen voor Boerevestnik Alma Ata. In 1968 verhuisde ze naar Dinamo Moskou. In 1971 keerde ze terug naar Boerevestnik dat nu onder de naam Universitet Alma Ata speelde. In 1979 stopte ze met basketbal.
Met het nationale team van de Sovjet-Unie won Dmitriejeva goud op het Wereldkampioenschap in 1971. Ook won ze goud op het Europees Kampioenschap in 1970.

## Erelijst
- Landskampioen Russische SFSR: 1
  - Winnaar: 1965
- Wereldkampioenschap: 1
  - Goud: 1971
- Europees Kampioenschap: 1
  - Goud: 1970